# 23755 Sergiolozano
23755 Sergiolozano este un asteroid din centura principală de asteroizi.

## Descriere
23755 Sergiolozano este un asteroid din centura principală de asteroizi. A fost descoperit pe 22 mai 1998 la Socorro, New Mexico, în cadrul proiectului LINEAR. Asteroidul prezintă o orbită caracterizată de o semiaxă mare de 2,30 ua, o excentricitate de 0,14 și o înclinație de 3,0° în raport cu ecliptica.